# Gradišče, Tišina
Gradišče este o localitate din comuna Tišina, Slovenia, cu o populație de 375 de locuitori.